# ツール・ド・ランカウイ
ツール・ド・ランカウイ（Tour de Langkawi）は、マレーシアで開催される自転車ロードレースのステージレース。UCIプロシリーズ2に位置づけられる。

## 概要
ステージレースでは定番の総合時間（総合成績）、山岳、ポイント、チームの各賞の他、アジア国籍の選手の中で最も総合成績が上位の選手、チームに与えられるベストアジアライダー、ベストアジアチームという賞も設けられている。当時のマレーシアの首相であったマハティール・ビン・モハマドの提唱により、1996年に創設された。
慢性的な財政難に加え、過去に2度に亘るレース中のトラブルにより開催そのものが危ぶまれたことがあったが、創設年の1996年以降、毎年開催されていた。2021年は新型コロナウイルス感染症の世界的流行の影響で未開催となったが、2022年に再開された。
2009年までは例年1月下旬ないし2月上旬の開催だったが、2010年は3月上旬に開催された。2022年は10月中旬に開催された。

## 歴代の主な成績

### 総合成績
| 年度   | 優勝者                                                     | 国籍                                                       | 所属チーム                                                 |
| ------ | ---------------------------------------------------------- | ---------------------------------------------------------- | ---------------------------------------------------------- |
| 1996年 | ダミアン・マクドナルド                                     | オーストラリア                                             |                                                            |
| 1997年 | ルカ・スチント                                             | イタリア                                                   |                                                            |
| 1998年 | ガブリエーレ・ミッサリア                                   | イタリア                                                   |                                                            |
| 1999年 | パオロ・ランフランキ                                       | イタリア                                                   |                                                            |
| 2000年 | クリス・ホーナー                                           | アメリカ合衆国                                             |                                                            |
| 2001年 | パオロ・ランフランキ                                       | イタリア                                                   |                                                            |
| 2002年 | エルナン・ダリオ・ムニョス                                 | コロンビア                                                 |                                                            |
| 2003年 | トム・ダニエルソン                                         | アメリカ合衆国                                             |                                                            |
| 2004年 | フレディ・ゴンザレス・マルティネス                         | コロンビア                                                 |                                                            |
| 2005年 | ライアン・コックス                                         | 南アフリカ共和国                                           |                                                            |
| 2006年 | デヴィッド・ジョージ                                       | 南アフリカ共和国                                           |                                                            |
| 2007年 | アントニー・シャルトー                                     | フランス                                                   | クレディ・アグリコル                                       |
| 2008年 | ルスラン・イワノフ                                         | モルドバ                                                   | セッラメンティPVC                                          |
| 2009年 | ホセ・セルパ                                               | コロンビア                                                 | ディキジョヴァンニ                                         |
| 2010年 | ホセ・ルハノ                                               | ベネズエラ                                                 | ISD・ネーリ                                                |
| 2011年 | ホナタン・モンサルベ                                       | ベネズエラ                                                 | アンドローニ・ジョカトリ                                   |
| 2012年 | ホセ・セルパ                                               | コロンビア                                                 | アンドローニ・ジョカトリ                                   |
| 2013年 | ジュリアン・アレドンド                                     | コロンビア                                                 | チームNIPPO・デローザ                                      |
| 2014年 | ミル=サマ・ポルセイディ=ゴラコールSamad Pourseyedi         | イラン                                                     | タブリスペトロケミカル                                     |
| 2015年 | ユーセフ・レグイグイ                                       | アルジェリア                                               | MTN・クベカ                                                |
| 2016年 | レイナルト・ヤンセ・ファン・レンスブルフ                   | 南アフリカ共和国                                           | チーム・ディメンションデータ                               |
| 2017年 | ライアン・ギボンズ                                         | 南アフリカ共和国                                           | チーム・ディメンションデータ                               |
| 2018年 | アルテム・オヴェチキン                                     | ロシア                                                     | トレンガヌ・サイクリング・チーム                           |
| 2019年 | ベンジャミン・ディボール                                   | オーストラリア                                             | チーム・サプラ・サイクリング                               |
| 2020年 | ダニーロ・チェラーノ                                       | イタリア                                                   | チーム・サプラ・サイクリング                               |
| 2021年 | 新型コロナウイルス感染症の世界的流行 (2019年-)により未開催 | 新型コロナウイルス感染症の世界的流行 (2019年-)により未開催 | 新型コロナウイルス感染症の世界的流行 (2019年-)により未開催 |
| 2022年 | イバン・ソーサ                                             | コロンビア                                                 | モビスター・チーム                                         |
| 2023年 | サイモン・カー                                             | イギリス                                                   | EFエデュケーション・イージーポスト                         |
| 2024年 | マックス・プール                                           | イギリス                                                   | チームDSM・フィルメニッヒ・ポストNL                        |

### ベストアジアライダー賞
| 年度   | 受賞者                                                     | 国籍                                                       |
| ------ | ---------------------------------------------------------- | ---------------------------------------------------------- |
| 1996年 | 不明                                                       | 不明                                                       |
| 1997年 | 不明                                                       | 不明                                                       |
| 1998年 | トントン・スサント                                         | インドネシア                                               |
| 1999年 | 行成秀人                                                   | 日本                                                       |
| 2000年 | ワン・カンポ                                               | 香港                                                       |
| 2001年 | ワン・カンポ                                               | 香港                                                       |
| 2002年 | トントン・スサント                                         | インドネシア                                               |
| 2003年 | 狩野智也                                                   | 日本                                                       |
| 2004年 | ガデル・ミズバニ                                           | イラン                                                     |
| 2005年 | 福島康司                                                   | 日本                                                       |
| 2006年 | ホセイン・アスカリ                                         | イラン                                                     |
| 2007年 | ガデル・ミズバニ                                           | イラン                                                     |
| 2008年 | 福島晋一                                                   | 日本                                                       |
| 2009年 | トントン・スサント                                         | インドネシア                                               |
| 2010年 | 孔考錫                                                     | 韓国                                                       |
| 2011年 | ライム・エマニ                                             | イラン                                                     |
| 2012年 | アレクサンドル・ディアチェンコ                             | カザフスタン                                               |
| 2013年 | ワン・メイイン                                             | 中国                                                       |
| 2014年 | ミル=サマ・ポルセイディ=ゴラコール                         | イラン                                                     |
| 2015年 | 早川朋宏                                                   | 日本                                                       |
| 2016年 | オスマン・モハマドアディクフサイニ                         | マレーシア                                                 |
| 2017年 | 中根英登                                                   | 日本                                                       |
| 2018年 | イェフゲニー・ギディッチ                                   | カザフスタン                                               |
| 2019年 | ヴァディム・プロンスキー                                   | カザフスタン                                               |
| 2020年 | エフゲニー・フェドロフ                                     | カザフスタン                                               |
| 2021年 | 新型コロナウイルス感染症の世界的流行 (2019年-)により未開催 | 新型コロナウイルス感染症の世界的流行 (2019年-)により未開催 |
| 2022年 | サインバヤール・ジャンバルジャムツ                         | モンゴル                                                   |
| 2023年 | ワジム・プロンスキー                                       | カザフスタン                                               |
| 2024年 | 石橋学                                                     | 日本                                                       |